# Acanthocladus tehuelchum
Acanthocladus tehuelchum är en jungfrulinsväxtart som beskrevs av Carlos Luis Spegazzini. Acanthocladus tehuelchum ingår i släktet Acanthocladus och familjen jungfrulinsväxter. Inga underarter finns listade i Catalogue of Life.